# إيفان يوريتش
إيفان يوريتش (مواليد 25 أغسطس 1975 في سبليت - يوغوسلافيا) (بالكرواتية:Ivan Jurić) لاعب كرة قدم كرواتي معتزل ومدرب حالي.

## مسيرته الكروية
لعب إيفان يوريتش خلال مسيرته الاحترافية مع 6 أندية في ثمانية عشر موسمًا وسجل خلالها 21 هدفًا ضمن 401 مباراة. حيث فاز في موسم واحد بالكأس وفي موسم واحد بالدوري.
خاض إيفان يوريتش مسيرته مع نادي هايدوك سبليت في موسم 1994–95 واستمر معه طيلة ثلاثة مواسم، مشاركًا في 55 مباراة سجل خلالها هدفين. ثم انتقل إلى نادي إشبيلية في موسم 1997–98 ليلعب معه أربعة مواسم، حيث شارك في 64 مباراة سجل خلالها 6 أهداف. لينتقل بعدها إلى نادي شيبينيك ‏ في موسم 2000–01 لمدة موسم واحد، مشاركًا في مباراتين ولم يسجل أي هدف. ثم انتقل إلى نادي كروتوني في موسم 2001–02 ليلعب معه خمسة مواسم، مشاركًا في 152 مباراة سجل خلالها 11 هدفًا. هذا وانتقل لاحقًا إلى نادي جنوى في موسم 2006–07 ليلعب معه أربعة مواسم، مشاركًا في 111 مباراة سجل خلالها هدفًا واحدًا.

## روابط خارجية
- إيفان يوريتش على موقع الاتحاد الدولي (مؤرشف)  (الإنجليزية)
- إيفان يوريتش على موقع اتحاد كرواتيا (الكرواتية)
- إيفان يوريتش على موقع قاعدة بيانات كرة القدم.إي يو (الإنجليزية)
- إيفان يوريتش على موقع ليكيب (الفرنسية)
- إيفان يوريتش على موقع ناشيونال فوتبول تيمز (الإنجليزية)
- إيفان يوريتش على موقع Soccerway.com (الإنجليزية)
- إيفان يوريتش على موقع عالم كرة القدم.نت (الإنجليزية)